# Woschkow

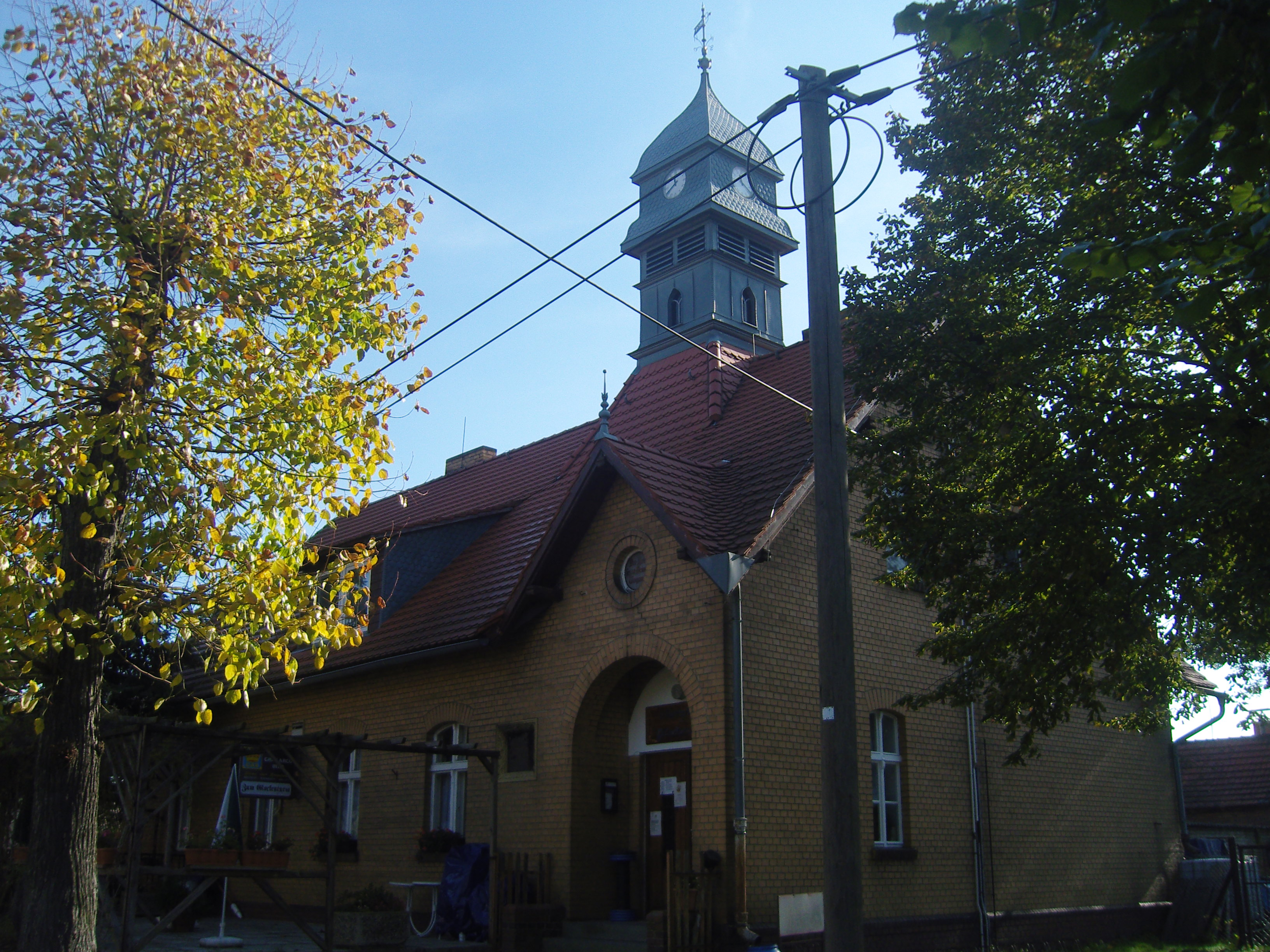
Denkmalgeschützter Gasthof mit Glockenturm

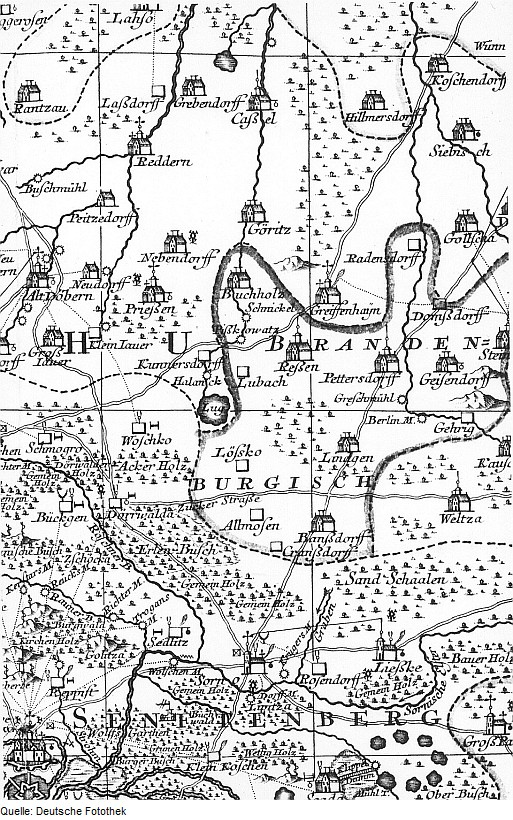
Lage Woschkows in einer Karte aus dem Jahr 1757

Woschkow (niedersorbisch Wóškow) ist ein Ortsteil der südbrandenburgischen Stadt Großräschen im Landkreis Oberspreewald-Lausitz.

## Geografie
Woschkow liegt in der Niederlausitz am neu entstehenden Altdöberner See im Lausitzer Seenland.
Der Ortsteil Woschkow liegt nordöstlich der Stadt Großräschen. Südöstlich liegen die Ortsteile Dörrwalde und Allmosen. Östlich grenzt Woschkow an Leeskow, Kunersdorf und Lubochow, Orte der Gemeinde Neu-Seeland. Nördlich von Woschkow befinden sich die Orte Altdöbern und Pritzen.

## Geschichte

### Ortsgeschichte
Woschkow wurde 1406 erstmals urkundlich erwähnt. Der Name lässt sich vom niedersorbischen Wort Wóška ableiten und mit kleine Laus übersetzen, was auf eine im Wald liegende Siedlung verweist, in der es zahlreiche Insekten gab. Der Ort wurde 1463 als Woschko, 1551 als Wuschko und Woßko genannt sowie 1738 als Woschko, 1740 als Woschke und 1843 als Woškow. Das Dorf gehörte zum Amt Senftenberg. Ab 1448 gehörte das Amt und damit der Ort zum Kurfürstentum Sachsen. Im Ergebnis des Wiener Kongresses kamen die Niederlausitz und damit auch Woschkow an das Königreich Preußen. Im Jahr 1818 wurde erstmals eine Windmühle im Ort erwähnt. Woschkow gehörte zum Landkreis Calau. Nach der Neugliederung der Kreise 1952 kam Woschkow nicht zum neugegründeten Kreis Senftenberg, sondern an den Kreis Calau. Von 1957 bis 1960 wurden die LPGs im Ort gegründet.
Im Jahr 1989 wurde das obere Dorf aufgrund des Tagebaus Greifenhain geräumt. Der Tagebau wurde 1993 geschlossen. Nach dem Fällen der alten einhundertfünfzigjährigen Friedenseiche wurde 1996 eine neue Eiche gepflanzt. Am 31. Dezember 1998 wurde Woschkow nach Großräschen eingegliedert.

### Einwohnerentwicklung
| Einwohnerentwicklung in Woschkow von 1875 bis 1998 | Einwohnerentwicklung in Woschkow von 1875 bis 1998 | Einwohnerentwicklung in Woschkow von 1875 bis 1998 | Einwohnerentwicklung in Woschkow von 1875 bis 1998 | Einwohnerentwicklung in Woschkow von 1875 bis 1998 | Einwohnerentwicklung in Woschkow von 1875 bis 1998 | Einwohnerentwicklung in Woschkow von 1875 bis 1998 | Einwohnerentwicklung in Woschkow von 1875 bis 1998 | Einwohnerentwicklung in Woschkow von 1875 bis 1998 | Einwohnerentwicklung in Woschkow von 1875 bis 1998 | Einwohnerentwicklung in Woschkow von 1875 bis 1998 | Einwohnerentwicklung in Woschkow von 1875 bis 1998 |
| Jahr                                               | Einwohner                                          | Jahr                                               | Einwohner                                          | Jahr                                               | Einwohner                                          | Jahr                                               | Einwohner                                          | Jahr                                               | Einwohner                                          | Jahr                                               | Einwohner                                          |
| -------------------------------------------------- | -------------------------------------------------- | -------------------------------------------------- | -------------------------------------------------- | -------------------------------------------------- | -------------------------------------------------- | -------------------------------------------------- | -------------------------------------------------- | -------------------------------------------------- | -------------------------------------------------- | -------------------------------------------------- | -------------------------------------------------- |
| 1875                                               | 189                                                | 1933                                               | 194                                                | 1964                                               | 166                                                | 1989                                               | 108                                                | 1993                                               | 107                                                | 1997                                               | 122                                                |
| 1890                                               | 209                                                | 1939                                               | 179                                                | 1971                                               | 148                                                | 1990                                               | 103                                                | 1994                                               | 103                                                |                                                    |                                                    |
| 1910                                               | 209                                                | 1946                                               | 245                                                | 1981                                               | 164                                                | 1991                                               | 97                                                 | 1995                                               | 113                                                |                                                    |                                                    |
| 1925                                               | 203                                                | 1950                                               | 215                                                | 1985                                               | 132                                                | 1992                                               | 95                                                 | 1996                                               | 111                                                |                                                    |                                                    |

## Kultur und Sehenswürdigkeiten

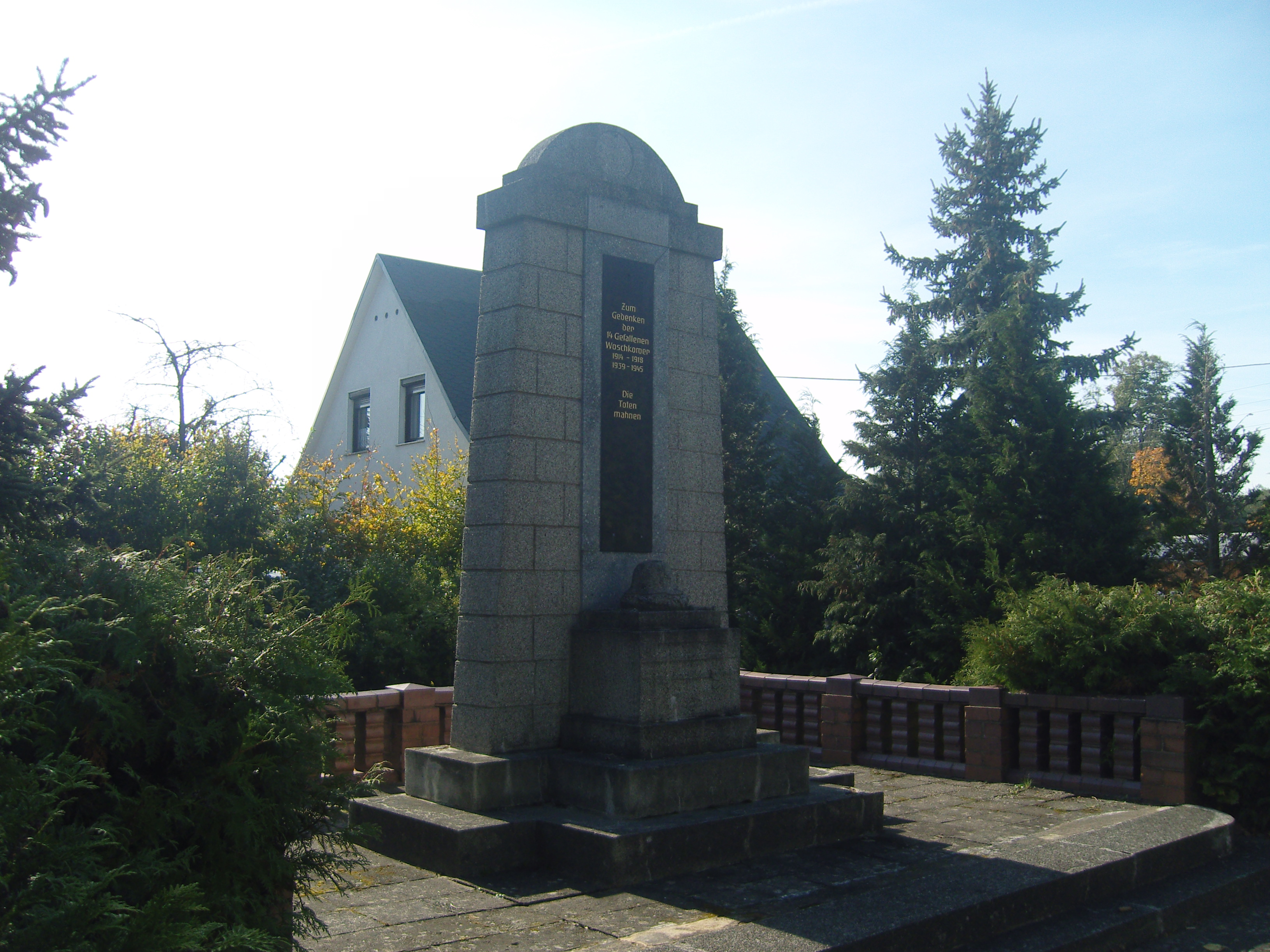
Kriegerdenkmal

Im Jahr 1910 wurde eine Schule errichtet, die heute zu den Denkmalen der Stadt Großräschen zählt. In dem Gebäude mit Glockenturm befindet sich heute ein Gasthof. Unweit davon steht ein Kriegerdenkmal für die Gefallenen des Ersten Weltkriegs.
Im Jahr 2005 wurde das Dorfzentrum errichtet, das unter anderem als Sitz der Ortsbürgermeisterin und der Freiwilligen Feuerwehr Woschkow dient.